# Чемпионат мира по настольному теннису среди команд 2024
Чемпионат мира по настольному теннису среди команд 2024 года — 58-й чемпионат мира по настольному теннису под эгидой ITTF финальная часть которого прошла в Пусане (Республика Корея) с 16 по 25 февраля 2024 года. На чемпионате были разыграны два комплекта медалей: среди мужских и среди женских команд. 
Прохождение национальной команды в четвертьфиналы чемпионата мира 2024 года являлось квалификацией для участия в Летних Олимпийских играх 2024.

## Организация чемпионата

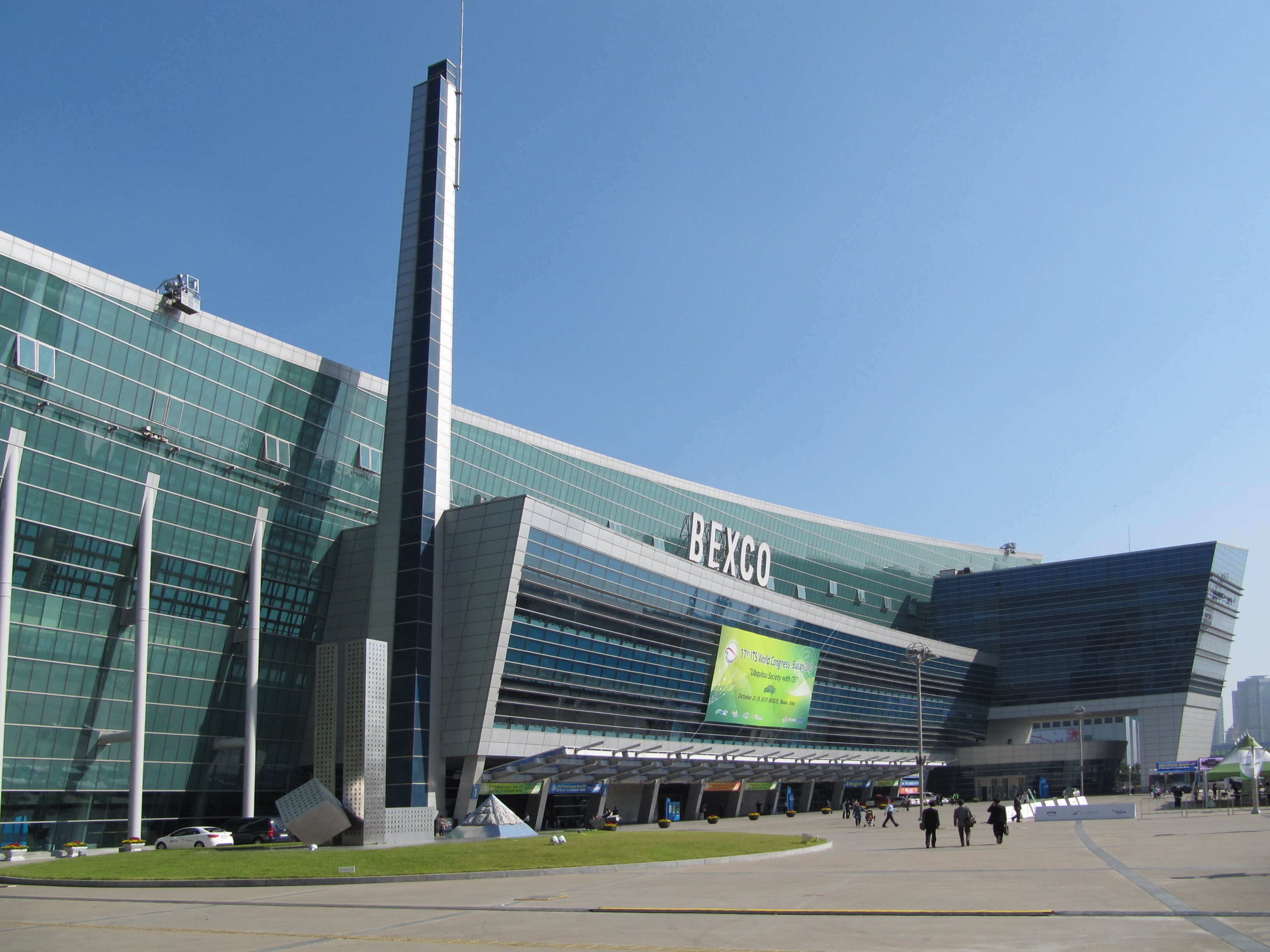
Пусан BEXCO

Изначально, в 2018 году, решением комиссии ITTF Пусан был выбран местом проведения Чемпионата мира по настольному теннису среди команд 2020 года. Однако, в связи со вспышкой эпидемии COVID-19, в декабре 2020 года ITTF объявила о полной отмене чемпионата 2020 года.
В марте 2023 года ITTF анонсировала о проведении Чемпионата мира 2024 года в Пусане.
Чемпионат прошел в Busan Exhibition and Convention Center.

### Расписание
| Турнир↓/Дата →  | 16.02  | 17.02  | 18.02  | 19.02  | 20.02  | 21.02 | 21.02 | 22.02 | 23.02 | 24.02 | 25.02 |
| --------------- | ------ | ------ | ------ | ------ | ------ | ----- | ----- | ----- | ----- | ----- | ----- |
| Мужские команды | Группы | Группы | Группы | Группы | Группы | 1/16  | 1/8   | QF    | QF    | SF    | Финал |
| Женские команды | Группы | Группы | Группы | Группы | Группы | 1/16  | 1/8   | QF    | SF    | Финал |       |

## Результаты чемпионата
На чемпионате были разыграны два комплекта медалей.

### Медали
| Разряд          | Золото                                                                    | Серебро                                                                               | Бронза                                                                                 |
| --------------- | ------------------------------------------------------------------------- | ------------------------------------------------------------------------------------- | -------------------------------------------------------------------------------------- |
| Мужские команды | Китай · Фань Чжэньдун · Ван Чуцинь · Ма Лун · Лян Цзинкунь · Линь Гаоюань | Франция · Симон Гози · Алексис Лебрен · Феликс Лебрен · Jules Rolland · Lilian Bardet | Республика Корея · Чан У Джин · Ли Сан Су · An Jae-hyun · Lim Jonghoon · Park Gyuhyeon |
| Мужские команды | Китай · Фань Чжэньдун · Ван Чуцинь · Ма Лун · Лян Цзинкунь · Линь Гаоюань | Франция · Симон Гози · Алексис Лебрен · Феликс Лебрен · Jules Rolland · Lilian Bardet | Китайский Тайбэй Линь Юньжу Чжуан Чжиюань Kao Cheng-Jui Feng Yi-Hsin Huang Yan-Cheng   |
| Женские команды | Китай · Сунь Инша · Чэнь Мэн · Ван Маньюй · Ван Иди · Чэнь Синтун         | Япония · Мима Ито · Хина Хаято · Мию Кихара · Мива Харимото · Миу Хирано              | Франция · Jia Nan Yuan · Притика Павад · Камилла Лутц · Одри Зариф · Шарлотт Лутц      |
| Женские команды | Китай · Сунь Инша · Чэнь Мэн · Ван Маньюй · Ван Иди · Чэнь Синтун         | Япония · Мима Ито · Хина Хаято · Мию Кихара · Мива Харимото · Миу Хирано              | Гонконг · Ду Хойкем · Zhu Chengzhu · Lam Yee Lok · Ng Wing Lam · Lee Ho Ching          |